# Аснык, Адам
А́дам А́снык (пол. Adam Asnyk; 11 сентября 1838 — 2 августа 1897) — польский литератор, поэт и драматург; в его поэзии выражено сочетание романтизма с общественно-философскими проблемами позитивизма.

## Биография
Адам Аснык родился 11 сентября 1838 года в городе Калиш (ныне в Великопольском воеводстве Польши) в семье участника Польского восстания 1830—1831 годов.
Учился в агрономическом институте, медико-хирургической академии (изучал медицинские науки в Варшаве и Бреславле), участвовал в подпольной студенческой организации социалистического толка.
За участие в демонстрациях протеста Адам Аснык был арестован. Лично принимал участие в польском восстании 1863 года. Осенью 1863 входил в состав повстанческого правительства, впоследствии входил в один из партизанских отрядов. Позже, в результате преследований со стороны властей, был вынужден эмигрировать в Германию. В университете Гейдельберга завершил высшее образование и получил степень доктора философии. В 1867 году Аснык переезжает во Львов, где проживал до 1870 года, после чего переехал в Краков.
В 1872 году вышел двухтомник его произведений, благодаря чему Адам Аснык быстро становится популярным. Помимо литературной деятельности Аснык исполнял обязанности газетного редактора. Пьесы Асныка с успехом шли на любительских и профессиональных сценах.
Ведущее место в его раннем творчестве занимает лирика, проникнутая болью, вызванной поражением польского освободительного движения и личными разочарованиями («Сон могил», 1865, и др.). 1880-е годы ознаменовали новый этап в его творчестве; Аснык вновь выражает веру в общественный прогресс. Печатался в журналах «Życie» и «Kłosy».
Адам Аснык автор исторических драм и бытовых комедий («Кола Риенци», 1873; «Кейстут», 1878; «Братья Лерхе», 1888, и др.).
Адам Аснык скончался 2 августа 1897 года в городе Кракове и был похоронен в крипте заслуженных в церкви святого Станислава.
На стихи Асныка писали музыку Игнацы Падеревский, Чеслав Немен. Его лирику переводили на русский Изабелла Гриневская, Иван Бунин, Александр Ревич, Михаил Гербановский.